# Тхеджо (ван Чосону)
Тхеджо (кор. 태조, 太祖, Taejo, T'aejo); ім'я при народженні Лі Сонґє або Лі Сонгьо (кор. 이성계, 李成桂, I Seonggye, Yi Sŏnggye; 27 жовтня 1335 — 24 травня 1408) — корейський правитель, засновник і перший володар держави Чосон. Мав провінційне дворянське походження та був головною постаттю у відторгненні від влади династії Корьо. Зрікся престолу 1398 року під час розпалу боротьби за владу між його синами. Помер 1408 року й посмертно був зведений у сан імператора 1899 року.

## Родина
Походив з роду Лі. Син Лі Чжачху, що за етнічним походженням був корейцем, хоч довгий час займав високі владні позиції у монголів. Його мати за етнічним походженням була китаянкою. При народженні отримав ім'я Сонґє.
Згодом його батько змінив свою провладну позицію, сам прийшов до палацу Конмина й запропонував свою допомогу в боротьбі проти монголів за північно-східні землі Кореї. Завдяки здобуткам батька Лі Сонґє зміг у подальшому приєднатись до військової верхівки влади.

## Військова кар'єра
Лі Сонґє брав активну участь у боротьбі з монголами 1370—1380-их років Окрім того, виступав проти японських піратів, які спустошували узбережжя й загалом гальмували торгівлю. Також йому приписують керівництво «червоними пов'язками» династії Мін, які повстали та дістались Корейського півострова в боротьбі проти династії Юань. Знать королівського двору Корьо поділилася на 2 угруповання: перше на чолі з Лі Сонґє, який вважав війну з могутньою Мін абсолютно безперспективною, а другу очолив генерал Чхве Йон, що підтримував позицію Юань.

## Прихід до влади
Таким чином поступово відбувалося наростання конфлікту між двома сторонами. Апогеєм боротьби став 1388 рік. Лі Сонґє, призначений командувачем корейських військ, змінив тактику та відмовився виступати проти династії Мін. Він, маючи військо чисельністю 38 тисяч осіб, вирішив захопити столицю та проголосити себе військовим диктатором.
Генерал Лі ввів свої війська до столиці та знищив свого головного суперника Чхве, повалив з престолу У-вана й таким чином прийшов до влади. Однак спочатку керівну посаду державного правителя посів не він, а син У Чхан (1388—1389). 1389 року Лі Сонґє усунув останнього від влади та знайшов ще одного представника королівського роду Ван, Коняна, який лише номінально був правителем. Реальна влада перебувала в руках Лі Сонґє.

## Земельна реформа 1388—1391
Полягала в перерозподілі земель, що належали промонгольській верхівці та поверненні двору маєтків, які свого часу було подаровано буддійським храмам. Було прийнято 2 основних документа: Поземельний кадастр (1390) та Закон про рангові наділи — Кванджонбоп (1391).
Влада в країні перейшла до придворного угруповання Лі Сонґє, яке виражало інтереси нового прошарку чиновників-конфуціанців садебу. Передусім було реформовано систему полів. 1391 року було видано указ про кванджонбоп, що передбачав розподіл земель відповідно до категорій населення. Відповідно до тієї реформи люди, які перебували на державних посадах, мали тимчасову можливість збору податків з полів у якості нагороди. Кількість полів визначалася в залежності від чиновницького рангу. Максимальний розмір полів складав 150 кьоль, мінімальний — 10 кьоль. Для провінційних чиновників були запроваджені так звані кунчжон, розмір яких коливався від 10 до 5 кьоль. Ті землі роздавались не лише чиновникам, а й військовикам.
Також збереглася категорія полів конимчжон, які надавались за заслуги перед державою. Ті землі надавались у довічну власність з правом передачі у спадок. Всі державні установи отримали визначену кількість земель, а незаконно привласнені повертались до державної скарбниці.
Суть реформи полягала в тому, що відбувся перерозподіл земель залежно від стану. Також вперше відбулося встановлення чіткого податку з земельної одиниці кьоль. Таким чином, було покладено край необмеженому оподаткуванню бідного населення, що практикувалось наприкінці періоду Корьо, коли одне поле за документами мало 7-8 господарів, а податки стягувались по кілька разів на рік.

## Перебування при владі
Коронувавшись, Лі Сонґє звернувся з проханням до Китаю обрати ім'я для нової династії. Були запропоновані два варіанти: Хварьон (за місцем походження його сім'ї у північно- східній Кореї) та Чосон (за назвою держави Кочосон, яка була заснована легендарним Тангу). Двір Мін обрав другий варіант (тому що Кочосон згадувався в китайських джерелах) і від того часу Чосон став офіційною назвою нової династії. Також за перебування Лі Сонґє при владі Сеул став новою столицею держави.
Він був буддистом, жертвував гроші на побудову пагод і прислуховувався до порад свого духовного наставника Мухака (1327—1405). Але особисті симпатії не заважали новому монарху не звільняти монастирі від сплати податків і повинностей. Окрім того, почалася боротьба проти офіційно невизнаних простонародних буддійських культів. Жорстка політика стосовно буддійських храмів була продовжена і спадкоємцями Лі Сонґє.
Відразу після приходу до влади Лі Сонґє реорганізував армію. Було вжито заходів щодо розпуску всіх «домашніх військ», які перебували при дворах аристократів. Таким чином він прагнув обмежити сфери впливу верхівки. Однак такий захід не стосувався його синів, яким було дозволено зберігати та навіть збільшити власні військові загони.
1393 року Лі Сонґє також запровадив нову систему управління чиновництвом, розділивши його на 7 основних категорій. Також він подбав і про посилення вимог щодо державних іспитів кваго, у разі успішного складання яких можна було отримати чиновницьку посаду. Таким чином він підвищив роль освіченості державних службовців і зменшив вплив спадкової верхівки. Членів попередньої королівської родини Корьо за його наказом було заслано на острови Канхвадо і Кочжедо.

## Зовнішня політика
За Лі Сонґє нова держава Чосон встановила дипломатичні зв'язки із сусідніми та дальніми державами. 1392, 1394, 1397 року до Чосону прибували посланці від вана Рюкю Сатто (1355—1397). У відповідь Тхеджо відрядив посольства 1392 та 1393 року.
1392 року Лі Сонґє відрядив посольство до імперії Мін. Головною його метою було визнання нової держави та нового керівництва. Однак мінський імператор не поспішав визнавати легітимність нової влади. Однією з головних причин цього стала плутанина з його однофамільцем Лі Інімом (?-1388), який фактично 1374 року захопив владу в країні та виступав проти династії Мін, підтримуючи монгольську династію Юань. Насправді Лі Інім не був родичем Лі Сьонґє, адже перший походив із роду Сончжу, а другий — Чончжу.
Однак лише 1584 року вдалось остаточно врегулювати питання про легітимність встановлення влади династії Лі. Проте Китай також розумів важливість встановлення дипломатичних зв'язків з новою державою. Саме тому 1401 року до Кореї була надіслана золота королівська печатка для вана. Це стало приводом до фактичного визнання влади династії Лі. Остання в свою чергу відтоді стала державою-васалом і зобов'язувалася надсилати регулярні посольства до Китаю з подарунками для імператора. Крім того також було заявлено про необхідність постачання євнухів і дівчат до імператорського гарему. Це також вплинуло на те, що всією Кореєю поширилась заборона на шлюби, адже існувала необхідність обирати найкрасивіших дівчат з усієї держави. Впоратися з такою проблемою вдалося лише 1436 року. Ван Седжон зумів домогтись скасування примусової відправки молодих дівчат до Китаю.
1392 року було відряджено посольство й до Японії. Корейська сторона звернулась до сьогуна Асікаґа Йосіміцу з проханням допомогти в боротьбі з постійними набігами піратів. Для розв'язання тієї проблеми нова династія затвердила будівництво нових військових кораблів, чисельність яких перевищила 600 одиниць. Також японцям було дозволено вести торгівлю в південних провінціях і навіть тимчасово проживати в корейських портах. Однак Японія була розділена на багато самостійних князівств, кожне з яких самостійно приймало рішення з приводу морських походів. Тому в період від 1393 до 1407 року Корея зазнала 61 морського нападу з боку японців.
1398 року Лі Сонґє наказав побудувати фортеці Кончжу та Капчу для укріплення північних кордонів. У період від 1416 до 1433 року було створено 4 нові округи, але через віддаленість від центру й постійні набіги чжурчженів 1459 року всі ті округи було ліквідовано.

## Останні роки при владі
Офіційним спадкоємцем Лі Сонґє був наймолодший із його синів — малолітній Лі Бансок, за спиною якого стояв могутній сановник Чон Доджон. Останній вважав, що в ідеальній державі влада монарха має жорстко обмежуватися повноваженнями головного міністра. Однак проти такого рішення виступив Лі Банвон, п'ятий син Лі Сонґє, який відіграв ключову роль у становленні нового режиму влади. Він виступав за авторитарну монархічну систему, де бюрократичний апарат прямо підкорявся вану, без втручання головного міністра. Активна фаза розвитку того конфлікту відбулась 1398 року, коли за наказом Лі Банвона було вбито його братів. Після того він змусив свого батька Лі Сонґє зректися влади й віддати трон другому за старшинством принцу Лі Пангва. Реальна влада опинилася у руках п'ятого сина Лі Сонґє — Лі Банвона.
Боротьба за владу тривала й надалі, але спроба перевороту 1400 року виявилась невдалою. Лі Банвон усвідомив важливість влади, яку буде підтверджено офіційно. Тоді він змусив колишнього вана зійти з престолу, а сам посів почесне місце володаря.
За 10 років після зречення Лі Сонґє помер у своєму палаці Чхандок 24 травня 1408 року. Його було з почестями поховано в місті Курі.

## Підсумки правління
Саме за правління Лі Сонґє відбулося остаточне зміцнення королівської влади. Також він поклав початок системі правління, яка з незначними змінами проіснувала весь період держави Чосон і залишалася такою до 1894 року. Він реорганізував систему відбору чиновників, встановив дипломатичні зв'язки та запровадив нові тенденції в політиці, про які не забували й наступні вани.